# Cedro (Guayanilla)
Cedro es un barrio ubicado en el municipio de Guayanilla en el estado libre asociado de Puerto Rico. En el Censo de 2010 no tenía habitantes.

## Geografía
Cedro se encuentra ubicado en las coordenadas 18°1′31″N 66°44′53″O / 18.02528, -66.74806. Según la Oficina del Censo de los Estados Unidos, Cedro tiene una superficie total de 12.35 km², de la cual 12.35 km² corresponden a tierra firme y (0.02%) 0 km² es agua.

## Demografía
Según el censo de 2010, no había personas residiendo en Cedro.